# 磯風型駆逐艦
磯風型駆逐艦（いそかぜかたくちくかん）は、大日本帝国海軍の駆逐艦の艦級。日本海軍の正式類別は天津風型駆逐艦（あまつかぜがたくちくかん）。

## 計画
天津風型駆逐艦4隻（天津風、磯風、浜風、時津風）は、海風型駆逐艦につぐ国産一等駆逐艦で、八四艦隊案の第一歩となる大正4年度成立した軍備補充費の予算追加要求で計画された。予算は大正5年度と同6年度の新造艦艇製造費から、4隻合計8,113,660万円と説明されている。呉海軍工廠で2隻、三菱長崎造船所で1隻、川崎造船所で1隻が建造され、4隻とも1917年(大正6年)に竣工した。起工から5カ月ほどで竣工した樺型に対し、「浜風」で進水から竣工まで5カ月掛かっていて、より慎重に工事が進められたことを示している。

## 艦型
基本計画番号F24、海風型の拡大型といえる艦級である。
船体は海風型に引き続き船首楼型。艦首はいわゆるスプーン型で、日本海軍では大正4年度計画の駆逐艦から採用されており、一等駆逐艦には本型から採用された。凌波性はまだ十分でなく、1919年(大正8年)の大演習で「浜風」が波浪によって艦橋破壊の被害を受けている。船体構造は重量軽減策として縦通構造としたが、工作が面倒で以後の駆逐艦には採用されなかった。
砲は40口径12cm砲に統一し(海風型は12cmと8cm砲の混載)、4門全てを中心線上に配置した。魚雷発射管は連装3基6門として海風型(連装2基4門)より強化された。
ボイラーは海風型と同じ重油専焼缶と石炭重油混焼缶を搭載、前部2基が小型の混焼、後部3基が重油専焼のロ号艦本式ボイラー計5基(海風型はイ号艦本式計8基)となり、煙突も3本(同4本)となった。
主機は海風型同様、直結タービンを搭載した3軸艦で中央軸に高圧タービン、両舷軸に低圧タービン各1基を接続した。
更に減速ギア接続の巡航タービンが各1基ずつ搭載され、両舷軸に接続された。巡航タービンは「浦風」(竣工後に装備)に先駆けて装備された。タービン用減速ギアは日本海軍で初めての採用で、これは呉海軍工廠と三菱で製造した。ギアの騒音が危惧されたが竣工後の問題は特に無かった。またタービン形式は「天津風」「時津風」にはブラウン・カーチス式、「磯風」「浜風」にはパーソンズ式を採用、燃料消費量などの成績はパーソンズ式の方が良好だった。
スクリューは「天津風」「磯風」が直径6ft6in・ピッチ6ft2in、「時津風」が同6ft6in・6ft0in、「浜風」が同6ft4in・5ft10in1/4と異なり、それぞれの比較実験を行った結果、「天津風」のそれが一番推進効率が良く、「浜風」のが一番低かった。また公試後の検査ではスクリューに最大で1/2インチ(約13mm)の腐食が見つかり、一時的ではあるが、連続航行で7,000馬力、短時間で6/10全力(16,200馬力程度)に出力が制限された。代艦の「時津風」(後述)は公試で32ノットに届かず、推進器の交換でようやく33ノットを超える速力となった。新造時の同艦(速力は35.56ノット)のスクリュー翼の厚さは3インチ3/4で代艦のそれは5インチと4インチとなっていて、翼の厚さが速力に大きく影響することが判明した。

## 運用
4番艦時津風は竣工翌年に九州で座礁し船体破壊、代艦を建造している。ただし名目上は大修理とされて新艦とされなかった。
1935年(昭和10年)4月1日に4隻そろって除籍、艦名は4隻とも陽炎型駆逐艦に継承された。

## 同型艦

### 磯風（いそかぜ）
1915年（大正4年）7月10日、一旦「時津風」と命名後、同年8月25日に「磯風」と改名。呉海軍工廠において1916年（大正5年）4月5日起工、同年10月5日進水（天津風と同日）、1917年（大正6年）2月28日竣工。天津風型2番艦。1935年（昭和10年）4月1日、除籍。

### 浜風（はまかぜ）
1915年（大正4年）7月10日、濱風と命名。三菱長崎造船所において1916年（大正5年）4月1日起工、同年10月30日進水、1917年（大正6年）3月28日竣工。天津風型3番艦。1919年（大正8年）、大演習時に波浪により艦橋破壊事故を起こす。この事故で笹尾源之丞司令が負傷し、その後この傷が元で殉職する。1935年4月1日、除籍。

### 天津風（あまつかぜ）
1915年（大正4年）7月10日、「天津風」と命名。天津風型駆逐艦のネームシップ。呉海軍工廠で1916年（大正5年）4月5日起工（磯風と同日）、同年10月5日進水（磯風と同日）、1917年（大正6年）4月14日竣工。1935年4月1日、除籍。

### 時津風（ときつかぜ）
1915年（大正4年）7月10日、「磯風」と命名されたが、8月25日附で「時津風」と改名。1916年（大正5年）3月10日起工、12月27日進水。1917年（大正6年）5月31日、川崎造船所で竣工。1918年（大正7年）3月30日、九州・宮崎県・折生迫（おりうざこ）海岸で座礁し船体破壊。兵装、備品を取り外して放棄。同年12月2日舞鶴海軍工廠で代艦を起工、1919年（大正8年）3月31日進水、1920年（大正9年）2月27日竣工。天津風型4番艦。1935年4月1日、除籍。

## 駆逐隊の変遷
磯風型は4隻そろって1個駆逐隊を編成した。

### 第一駆逐隊→第三十三駆逐隊→第十八駆逐隊
大正6年4月1日、横須賀鎮守府籍の磯風・浜風・天津風・時津風の4隻で編成。同日に春雨型駆逐艦、神風型駆逐艦からなる先代の第一駆逐隊が第四駆逐隊にスライドし、二代目の第一駆逐隊となる。大正7年10月13日には舞鶴鎮守府に転籍、第三十三駆逐隊となった。大正11年12月1日には呉鎮守府に転籍、大正7年4月1日に春雨型駆逐艦、白雲型駆逐艦からなる先代が第二十七駆逐隊となって以来の二代目第十八駆逐隊となった。所属部隊と所属駆逐艦の変遷は以下のとおり。各艦の艦歴は各艦の項目を参照。
1917年（大正6年）4月1日:磯風、浜風で編成。第二艦隊第二水雷戦隊。
1917年（大正6年）4月14日:竣工した天津風を編入。
1917年（大正6年）5月31日:竣工した時津風を編入。
1918年（大正7年）3月25日:宮崎県折生迫（おりうざこ）海岸で時津風座礁。30日放棄。
1918年（大正7年）4月17日:時津風、駆逐隊から離脱。
1919年（大正8年）10月24日:浜風、八丈島東方で波浪により艦橋破壊。第一駆逐隊司令笹尾源之丞中佐（海兵28期）負傷(11月20日殉職)。
1920年（大正9年）2月19日:時津風、駆逐隊に復帰。
1920年（大正9年）5月1日:横須賀鎮守府予備艦。
1920年（大正9年）10月13日:舞鶴鎮守府に転籍、第三十三駆逐隊に改称。舞鶴鎮守府予備艦。
1922年（大正11年）12月1日:呉鎮守府に転籍、第十八駆逐隊に改称。舞鶴要港部部隊。
1923年（大正12年）12月1日:呉鎮守府予備艦。
1924年（大正13年）4月1日:大湊要港部部隊。
1925年（大正14年）4月1日:呉鎮守府予備艦。
1927年（昭和2年）2月5日:第一遣外艦隊。
1927年（昭和2年）9月20日:呉鎮守府予備艦。
1935年（昭和10年）4月1日:所属艦の除籍を機に解隊。